# Liste der Kulturdenkmale im Gebiet Talstraße / Trillerberg
Die Liste der Kulturdenkmale im Gebiet Talstraße / Trillerberg enthält die in der amtlichen Denkmalliste des Landesamtes für Denkmalpflege Sachsen ausgewiesenen Kulturdenkmale im Zwickauer Stadtteil Gebiet Talstraße / Trillerberg.

## Legende
- Bild: Bild des Kulturdenkmals, ggf. zusätzlich mit einem Link zu weiteren Fotos des Kulturdenkmals im Medienarchiv Wikimedia Commons. Wenn man auf das Kamerasymbol klickt, können Fotos zu Kulturdenkmalen aus dieser Liste hochgeladen werden:
- Bezeichnung: Denkmalgeschützte Objekte und ggf. Bauwerksname des Kulturdenkmals
- Lage: Straßenname und Hausnummer oder Flurstücknummer des Kulturdenkmals. Die Grundsortierung der Liste erfolgt nach dieser Adresse. Der Link (Karte) führt zu verschiedenen Kartendiensten mit der Position des Kulturdenkmals. Fehlt dieser Link, wurden die Koordinaten noch nicht eingetragen. Sind diese bekannt, können sie über ein Tool mit einer Kartenansicht einfach nachgetragen werden. In dieser Kartenansicht sind Kulturdenkmale ohne Koordinaten mit einem roten bzw. orangen Marker dargestellt und können durch Verschieben auf die richtige Position in der Karte mit Koordinaten versehen werden. Kulturdenkmale ohne Bild sind an einem blauen bzw. roten Marker erkennbar.
- Datierung: Baubeginn, Fertigstellung, Datum der Erstnennung oder grobe zeitliche Einordnung entsprechend des Eintrags in der sächsischen Denkmaldatenbank
- Beschreibung: Kurzcharakteristik des Kulturdenkmals entsprechend des Eintrags in der sächsischen Denkmaldatenbank, ggf. ergänzt durch die dort nur selten veröffentlichten Erfassungstexte oder zusätzliche Informationen
- ID: Vom Landesamt für Denkmalpflege Sachsen vergebene, das Kulturdenkmal eindeutig identifizierende Objekt-Nummer. Der Link führt zum PDF-Denkmaldokument des Landesamtes für Denkmalpflege Sachsen. Bei ehemaligen Kulturdenkmalen können die Objektnummern unbekannt sein und deshalb fehlen bzw. die Links von aus der Datenbank entfernten Objektnummern ins Leere führen. Ein ggf. vorhandenes Icon  führt zu den Angaben des Kulturdenkmals bei Wikidata.

## Gebiet Talstraße / Trillerberg
| Bild                                    | Bezeichnung | Lage                         | Datierung            | Beschreibung | ID       |
| --------------------------------------- | --- | ---------------------------- | -------------------- | --- | -------- |
|                                         | Wohnblock in offener Bebauung, sozialgeschichtlich bedeutsam                                                                | Erlmühlenstraße 1; 3 (Karte) | 1930                 | dreigeschossiger Putzbau, Giebel Ziegelmauerwerk unverputzt, im Stil der Moderne, bauhistorisch und sozialgeschichtlich bedeutsam | 09231425 |
| Direkt Bild zu diesem Denkmal hochladen | Wohnblock in offener Bebauung                                                                                               | Erlmühlenstraße 5; 7 (Karte) | 1930                 | Sozialgeschichtlich bedeutsam. Dreigeschossiger Putzbau, Giebel Ziegel, Sockel Ziegel, regelmäßig angeordnete quadratische Fenster, ursprünglich vermutlich putzbündig, heute durch Kunststofffenster ersetzt, einfache schlichte Gestaltung, Flachdach, die Giebelseiten alle unverputzt, im Inneren schmale einfache Treppenhäuser, am Treppenhaus jeweils anschließend und höhenversetzt drei schlichte Wohnungen dem sozialen Mindeststandard der Erbauungszeit entsprechend, ehemals Notwohnungen, in ihrer Gestaltung sind diese Gebäude stark durch das Bauhaus beeinflusst. | 09231426 |
| Direkt Bild zu diesem Denkmal hochladen | Ehemaliges Industriemühlengebäude, später Verwaltungsgebäude einer Fabrikanlage (heute nur das Verwaltungsgebäude erhalten) | Erlmühlenstraße 15a (Karte)  | 1902                 | Frühes Zeugnis der Industriegeschichte in sehr gutem Originalzustand. Rechteckiger Grundriss, viergeschossig, Klinkermischbauweise, giebelständig zur Straße stehend, Klinkerlisenen, Fenster teilweise als Zwillingsfenster ausgebildet, alle Fenster mit Segmentbogen abschließend und durch Klinker eingefasst, Dachbekrönungen, flach geneigtes Satteldach, Giebel bezeichnet 1902, dort moderner Treppenhausanbau. 1902 wurde die Erlenmühle als Wassermühle für die Herstellung von Weizenmehl errichtet. 1904 erfolgte ein Anbau für die Aufstellung einer Dampfmaschine der Firma Heinrich Lanz aus Mannheim. Diese wurde im Jahre 1931 abgebaut. Im Jahre 1919 wurden die Turbinen am Mühlgraben eingehaust. Mit der Aufgabe der Mühle und dem Übergang an die Wasserwerke 1926 wurde auch der Mühlgraben verfüllt. 1934 wurde mit ersten Umbauten im 2. Obergeschoss des Gebäudes begonnen (Einbau einer Hausmeisterwohnung). 1942 erfolgte der komplette Umbau zu einem Bürogebäude mit Betriebswerkstätten. | 09231427 |
| Direkt Bild zu diesem Denkmal hochladen | Ehemaliges Gartenhaus des Stadtrates Thost, später Wohnhaus                                                                 | Talstraße 1 (Karte)          | 1861                 | Prachtvoller singulärer Putzbau in der Formensprache von Neogotik und Schweizer Stil 1861 als Gartenhaus des Stadtrats Thost erbaut. In beiden Etagen Salons mit kleinen Nebenräumen. 1875 Umbau zum Wohnhaus für Getreidehändler Vogel. Salons werden geteilt und das Treppenhaus erweitert. Schmaler zweigeschossiger Putzbau über rechteckigem Grundriss, 1 × 3 Achsen, einachsige Giebelseite mit jeweils einer Tür in beiden Etagen – im Erdgeschoss Hauseingangstür, Zugang über eine zweiarmige Freitreppe mit Holzgeländer aus gesägten Brettern, der Giebelseite vorgelagert in beiden Etagen Holzbalkone, ebenfalls mit Holzgeländer mit gesägten Brettern, neben der Hauseingangstür befindet sich eine Nische mit einer leicht unterlebensgroßen Plastik, die Fassaden reich gegliedert durch Fenstereinfassungen, Überschlaggesimse, ornamental dekorierte Fensterbrüstungen im Obergeschoss sowie verschiedene Friese im Bereich des Gurtgesimses, das Gebäude wird durch ein flach geneigtes Satteldach mit weiten Dachüberständen im Bereich der Giebel abgeschlossen, die Leergespärre sind aufwendig gestaltet durch dekorierte Tropfbretter sowie Felder mit gesägten Brettern. Original erhalten sind die Haustür und die Balkontür, beide mit Bleiglaseinsätzen. Denkmalwert: das Gebäude hat eine baukünstlerische und baugeschichtliche Bedeutung, es ist singulär für Zwickau, in dieser Art trifft man kein weiters Gebäude in der Stadt an. | 09231596 |
| Weitere Bilder                          | Brauerei: Sudhaus, Verwaltungsgebäude, Brauereikeller, Sozialgebäude und Darreturm der Brauerei                             | Talstraße 2 (Karte)          | 1859–1860 (Brauerei) | Ortsgeschichtlicher, städtebaulicher und baugeschichtlicher Wert. Sudhaus: 1859 Im Erdgeschoss hoher Raum mit Böhmischem Kappengewölbe auf Pfeilern, alte Fliesen (vermutlich nicht aus der Zeit um 1900), Keller Sudhaus mit Preußischem Kappengewölbe. Verwaltungsgebäude: 1859 Heute zweigeschossiges Gebäude, ursprünglich eingeschossiger Bau mit großer Tordurchfahrt, in diesem Gebäude befanden sich die Verwaltung und Wohnungen, heute Wohnungen, Verwaltung und Labor, Lisenengliederung, Segmentbogenfenster mit Ziegelbogen, Mittelrisalit ebenfalls mit abgetrepptem Ziergiebel, Satteldach, Gebäude vermutlich nach 1990 aufgestockt, dabei die stilistische Gestaltung beibehalten, unter diesem Gebäude alte Flaschenfüllerei, Keller mit Böhmischen Kappen auf gedrungenen Natursteinpfeilern, diese Anlage aus der Zeit um 1859 aus der Gründungszeit des Zwickauer Brauvereins 1859, daran anschließend Reste einer Kelleranlage mit Kreuzgratgewölbe vermutlich eines ursprünglichen Vorgängerbaus, ehemaliger Bereich zur Füllerei noch erkennbar, dort noch Fenster aus der Bauzeit, im winkelförmigen Anbau des Verwaltungsgebäudes befindet sich ein großer gewölbter zweischiffiger Keller mit Kreuzgratgewölben mit gestelzten Bögen, weit spannend, der Raum diente früher als Tenne, in der das Malz geweicht wurde und gekeimt hat, später als Abfüllerei, heute als Lagerraum genutzt. Sozialgebäude: 1869 Winkelförmig an das Verwaltungsgebäude angebaut, ebenfalls Verwaltungs- und Wohngebäude sowie Lagergebäude, in seiner ursprünglichen Gestalt erhalten, dreigeschossiger Putzbau mit 13 Fensterachsen, flach geneigtes Satteldach, Mittelrisalit, verschiedene abgetreppte Ziergiebel, Klinkerelemente, Putzbau, im Erdgeschoss Segmentbogenfenster mit Ziegelbogen paarweise angeordnet, im Obergeschoss Rechteckfenster, teilweise in Gruppen durch Lisenen zusammengefasst, Rundbogenfries, in den oberen Etagen teilweise kleine Fenster, im Inneren Ausstattung und Umbauten aus DDR-Zeiten etwa um 1960, aus dieser Zeit noch Türen und Treppe erhalten, ursprünglich diente die großzügige Kelleranlage als Malzkeller, im Erdgeschoss wurde ursprünglich Hopfen gelagert, an dieses Haus schließt der Darreturm an. Darreturm: 1859 Dieser ebenfalls mit Lisenengliederung, teilweise die Wand durchbrochen mit kleinen Fensteröffnungen, alle Segmentbogenfenster, ebenfalls mit Ziegelbögen, Dachabschluss flach mit Balustraden, daneben weiteres altes Sudhaus, diesem heute vorgelagert neues Sudhaus (kein Denkmal), das alte Sudhaus in gleicher Gestaltung wie die anderen historischen Brauereigebäude. Alle Gebäude in den Kellerbereichen sowie in den Erdgeschoss-Bereichen original erhalten. Die Brauerei hat einen ortsgeschichtlichen, städtebaulichen und baugeschichtlichen Wert, gleichzeitig Technisches Denkmal auch wenn keine technische Ausstattung erhalten ist. | 09231597 |
| Direkt Bild zu diesem Denkmal hochladen | Villa | Talstraße 3 (Karte)          | um 1870              | Im Stil der Tudorgotik errichtetes kleines Anwesen von architekturhistorischer und baukünstlerischer Bedeutung. Dreiflügliger, eingeschossiger Putzbau im Stil der Neogotik, gleiche Stilelemente wie die Bauten von Gotthilf Ludwig Möcke, daher liegt die Vermutung nahe, dass es sich hierbei um einen Bau dieses bedeutenden Zwickauer Baumeisters handelt. Singulär in seiner Gestaltung in Zwickau, Sockel: Natursteinverblendung, Erdgeschoss: verputzt mit Natursteindekorationen, Rechteckfenster paarweise angeordnet, Glattputz ursprünglich ockerfarben mit verschiedenen Natursteindekorationen, Kranzgesims mit Würfelfries aus roten Klinkern, Fassade möglicherweise leicht vereinfacht, Dach: sich durchdringende Satteldächer, eine Giebelseite abgewalmt, dort Dacherker mit Ladeluke und verziertem Leergespärre, aufwändig gestaltete Gauben mit Leergespärre und Holzverblendung. | 09231598 |
| Direkt Bild zu diesem Denkmal hochladen | Altenheim mit Nebengebäude und Parkanlage                                                                                   | Talstraße 5 (Karte)          | 1905                 | Sozialbau von architekturhistorischer und sozialgeschichtlicher Bedeutung. Parkanlage: Reste der Wegegestaltung und des Großgrün erhalten, ansonsten kaum ablesbar, Parkanlage geht über in die Muldenpromenade. Nebengebäude: Zeitgleich gebaut, eingeschossiger Putzbau im Gartenbereich über winkelförmigem Grundriss mit Zeltdach bzw. Satteldach, alle Türöffnungen mit Rochlitzer Porphyrtuff eingefasst, mehrflügelige gesprosste Rundbogenfenster mit Werksteineinfassungen. Altenpflegeheim: Bauzeit um 1905 Neorenaissancebau über winkelförmigem Grundriss, dreigeschossig, Sockel Grünstein – Polygonmauerwerk, Kellerfenster mit Porphyrtufffenstereinfassungen, Fassade verputzt, Rechteckfenster in regelmäßiger Reihung, profilierte Fenstergewände aus Rochlitzer Porphyrtuff, Ziergiebel mit Voluten ebenfalls mit Porphyrtuff dekoriert, repräsentative Straßenansicht mit polygonalem Erker über zwei Geschosse ab Erdgeschoss, darüber Balkon, prachtvolles Türportal mit Sitznischen, Schlussstein mit Engelkopf mit Flügeln, originale Haustür aus der Erbauungszeit, über dem Eingang eingeschossiger, flach vorkragender Erker, dieser flankiert von kannelierten Säulen, an den Erkern Pilastergliederung. | 09231599 |
| Direkt Bild zu diesem Denkmal hochladen | Doppelwohnhaus | Talstraße 27; 29 (Karte)     | 1932–1935            | | 09231600 |